# Mauro Álvarez Fernández
Mauro Álvarez Fernández es un escultor español, nacido Oviedo, Principado de Asturias, España, en 1945.
Estudió en la Escuela de Artes y Oficios de Oviedo, donde ingresó con doce años. Antes de acabar estos estudios, consiguió el título de Maestro Vaciador. Lleva a cabo, en esta época, muchas piezas de arte funerario (ángeles, cristos, vírgenes...), esculturas ornamentales de motivos animalísticos, así como relieves de temática diversa para jarrones.
Mauro se forjará siguiendo los trabajos de artistas como Francisco Toledo, Magín Berenguer o Paulino Vicente y escultores como Félix Alonso Arena, aunque no hay que dejar de lado la experiencia que adquiere con el trabajo diario como modelista y diseñador, en el taller de Porcelanas Guisasola (trabajo que consiguió de la mano de Adolfo Folgueras y, entre 1962-1972, como escultor para Internacional de Reproducciones Artísticas, momento en el que funda su propio taller de cerámica, en el que en un primer momento firma sus obras bajo el seudónimo de "Boliau" (de joven, durante las vacaciones de verano trabajaba en el taller de José Menéndez Pintado, en Colloto, que tuvo de maestro a José “ El Boliau” el abuelo del propio Mauro, de ahí posiblemente el seudónimo que utiliza). En esta época, realiza infinidad de retratos de personalidades de la vida política, financiera y artística, lo cual le permite y al tiempo le lleva a inaugurar su propio taller de fundición en bronce en 1982.

## Actividad artística

### Premios y galardones
Mauro Álvarez Fernández ha sido siete veces Primer Premio del Certamen Provincial de Arte y que ha participado en multitud de ferias nacionales e internacionales.
También realizó una gran labor como restaurador habitual en el Museo de Bellas Artes de Asturias en Oviedo.

### Obras públicas
- La Regenta, 1997, Plaza de Alfonso II, el Casto (frente a la Catedral), Oviedo.[1][3]
- Violinista, 1997, Plaza de la Gesta, Oviedo.[1][3]
- Relieve de Alfonso VII, sin fecha, Plaza de la Ferreira, Avilés.[1][3]
- Jugadores de baloncesto, sin fecha, Coín, Málaga.[1]
- Violinista con niños (o Monumento al violinista), 2002, Plaza de Mercadal, Tudela, Navarra.[1][3]
- La Torera, 2002, Parque de San Francisco, Oviedo.[1][3]
- Monumento a Mari Luz y sus dos hijos, sin fecha, Lastres, Asturias.[1][3]

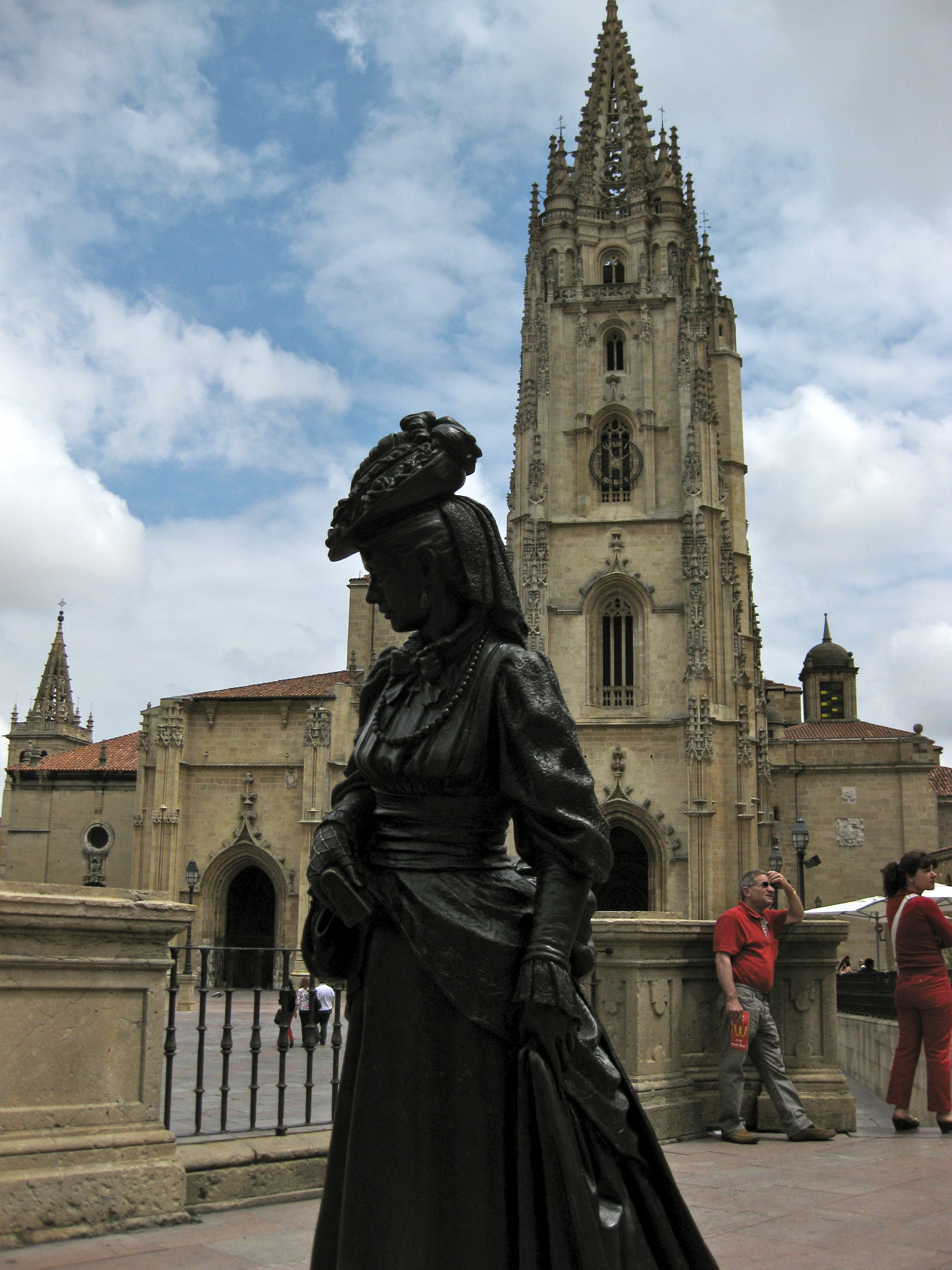
Vista de la estatua de La Regenta (1997) con la catedral ovetense al fondo.
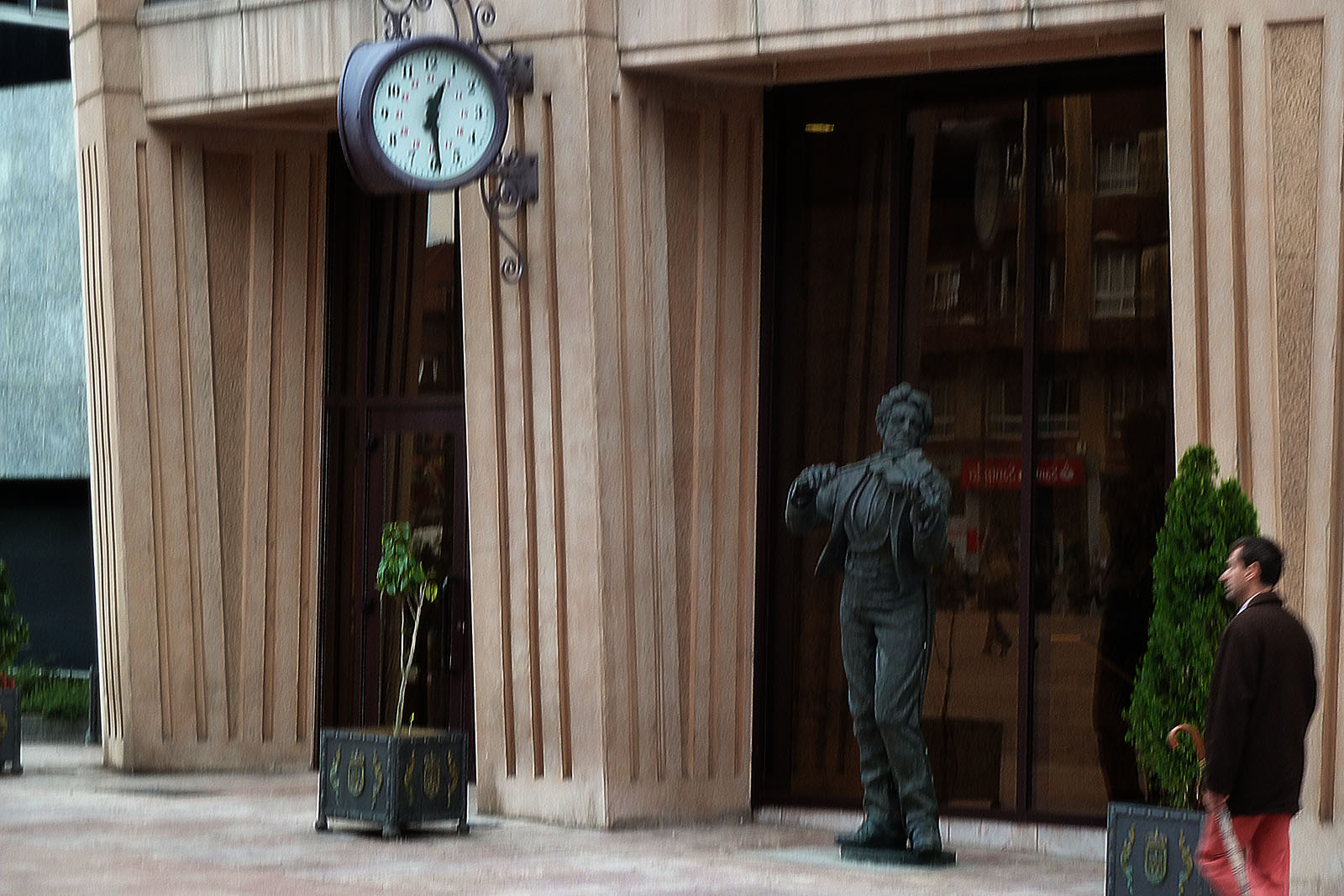
Violinista (1997), en Oviedo.
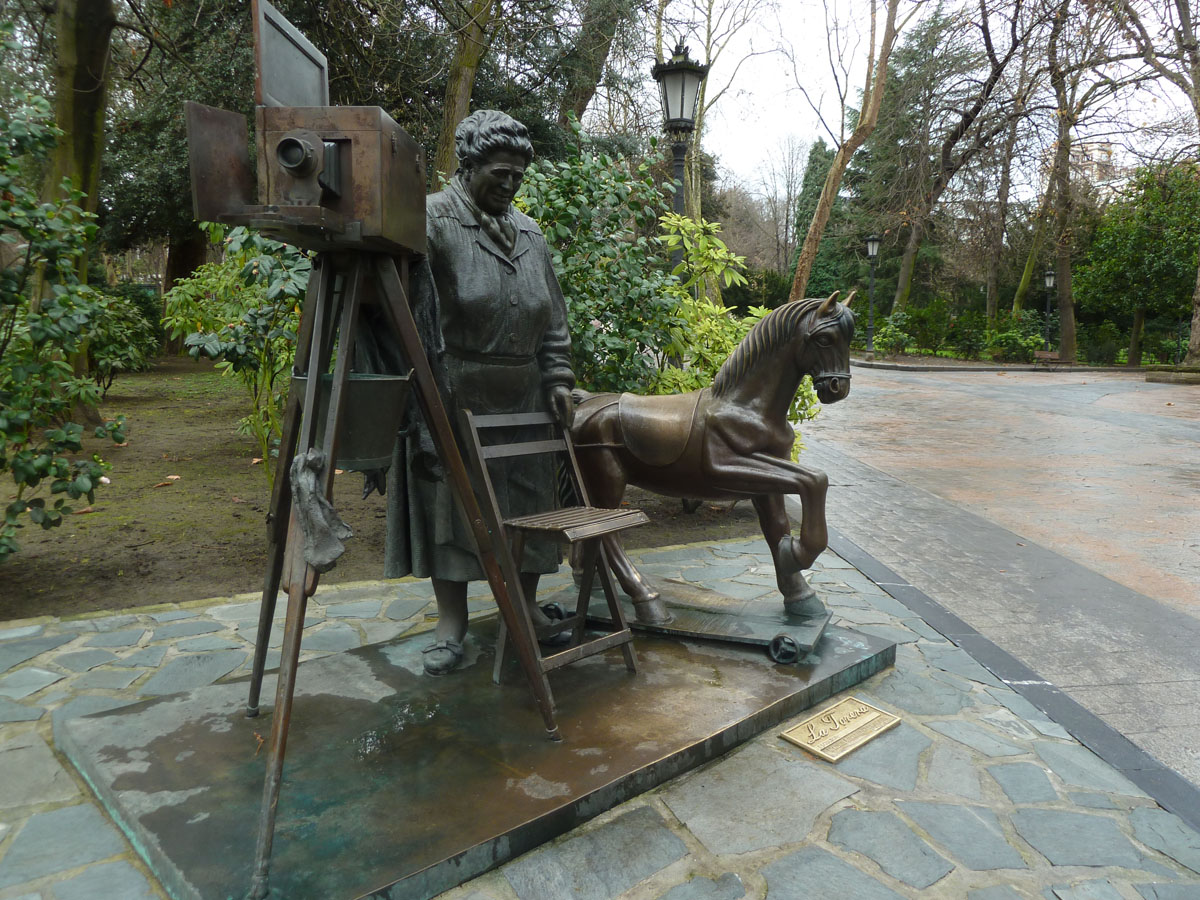
La Torera (2002), en Oviedo.
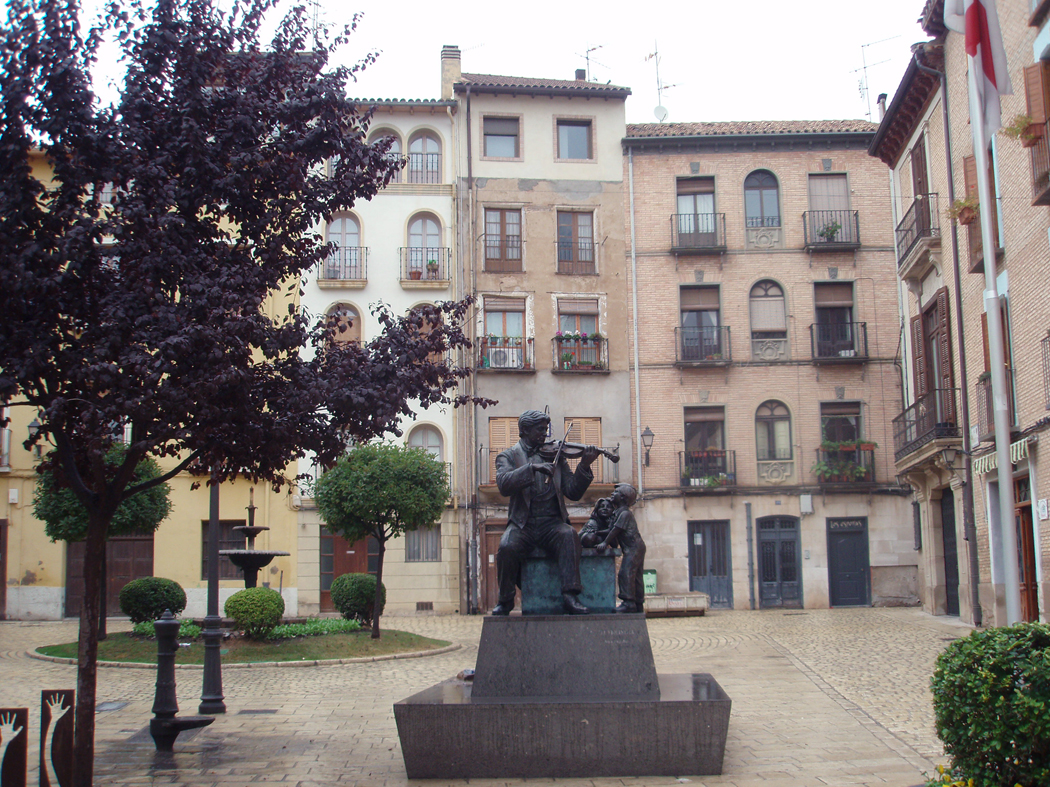
Violinista con niños (2002), en Tudela (Navarra)

### Esculturas en otros lugares públicos
- San Martín, altorrelieve del Altar Mayor, sin fecha, iglesia de Cullea, Ribadesella, Asturias.[1][3]

### Obras en Museos y otras Instituciones
- Busto de Armando Palacio Valdés, sin fecha, entrada Teatro de Avilés.[1][3]

- Retrato del pintor Paulino Vicente, sin fecha, Museo de Bellas Artes, Oviedo.[1][3]

### Restauraciones
- Busto del Maestro Muñiz, Parque de San Francisco, Oviedo.[1]